# شيغه-رو بابا
شيغه-رو بابا (باليابانية: 馬場滋؛ بالكانا: ばば しげる) هو لاعب الغو ‏ ياباني، ولد في 19 يناير 1948 في ناغويا في اليابان.